# Junta de freguesia

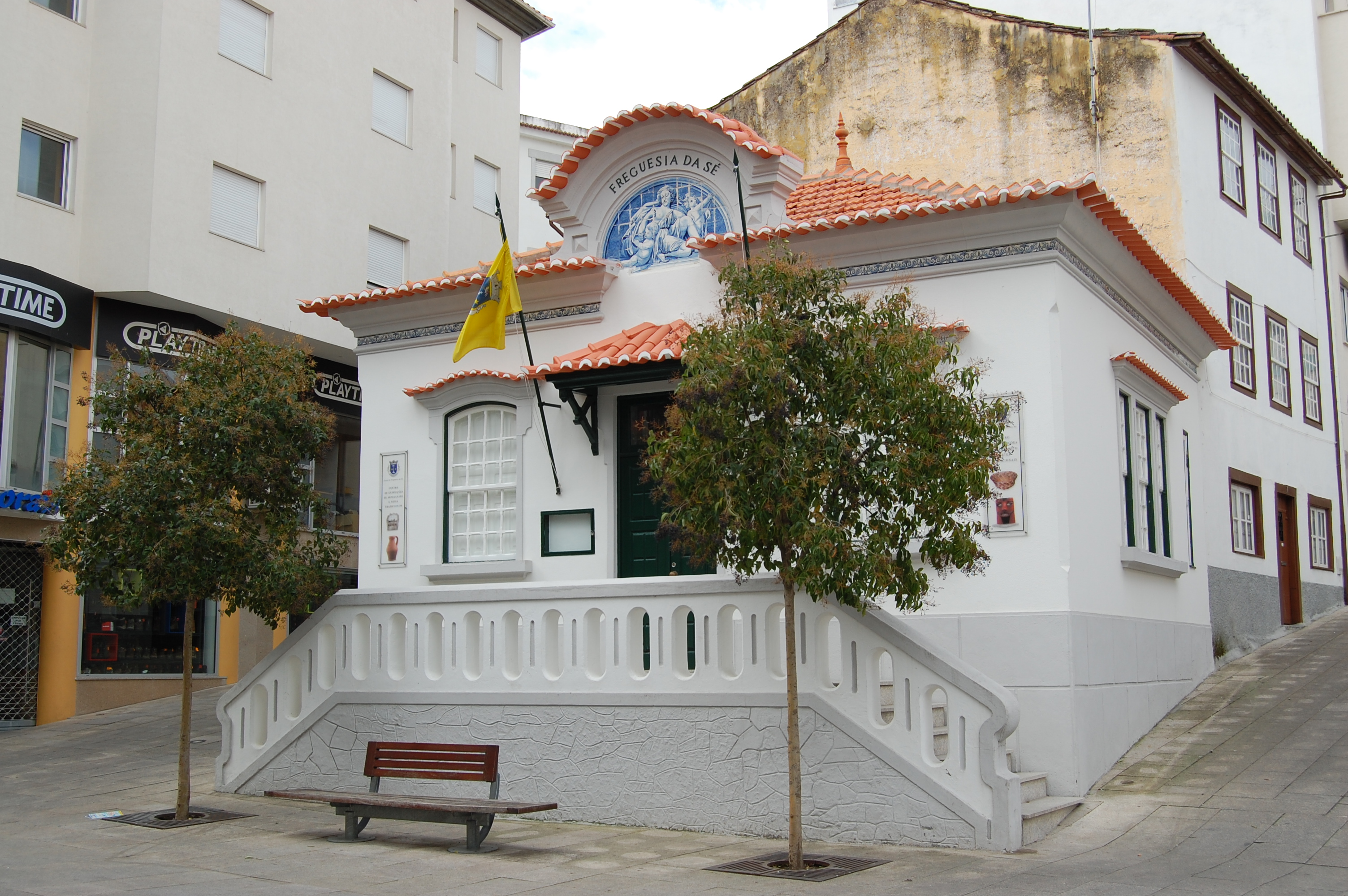
Junta de Freguesia de União das Freguesias de Sé, Santa Maria e Meixedo.

A junta de freguesia é o órgão executivo colegial de cada uma das freguesias de Portugal.
Este órgão foi criado em 1832, quando da criação da paróquia ou freguesia como unidade administrativa, designando-se, então junta de paróquia. Em 1916 passou a ter a atual designação.
Cada junta de freguesia é constituída por um presidente e por vários vogais.
Torna-se, automaticamente, presidente da junta, o cabeça da lista mais votada na eleição para a assembleia de freguesia.
Os vogais da junta são eleitos pela assembleia de freguesia, de entre os seus próprios membros propostos pelo presidente da junta.
No caso das freguesias com menos de 150 eleitores — que não têm assembleia de freguesia —, os vogais são eleitos pelo plenário dos eleitores (democracia directa).